# Viviane Baladi

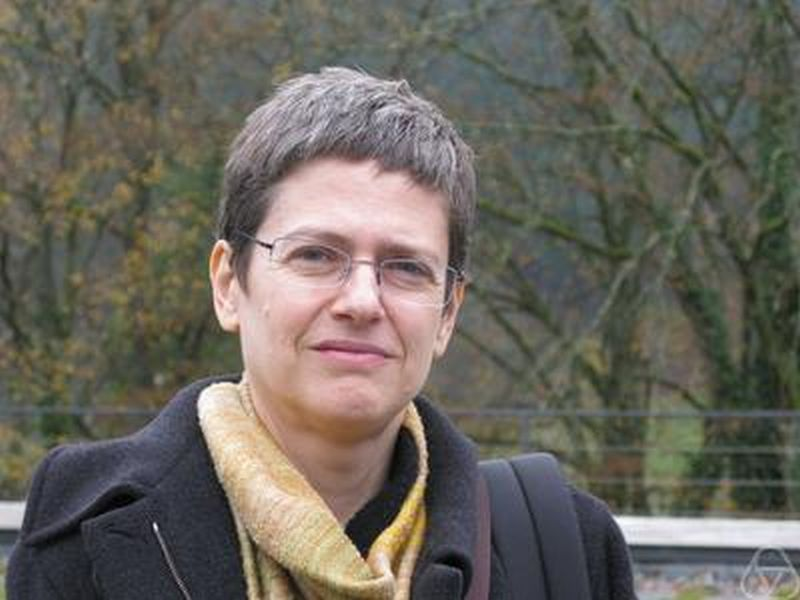
Viviane Baladi, Oberwolfach 2009

Viviane Baladi (* 23. Mai 1963 in der Schweiz) ist eine schweizerisch-französische Mathematikerin, die sich mit dynamischen Systemen befasst.
Baladi studierte Mathematik und Informatik an der Universität Genf mit dem Diplom 1986 und der Promotion bei Jean-Pierre Eckmann 1989 (Fonctions zêta, fonctions de corrélation et etats d'équilibre pour quelques systèmes dynamiques non Axiome A). Sie ist Forschungsdirektorin des CNRS in Paris (Institute de Mathématiques de Jussieu), bei dem sie seit 1990 ist, unterbrochen 1993 bis 1999, als sie an der ETH Zürich und der Universität Genf lehrte. 2012/13 war sie Professorin an der Universität Kopenhagen. 2006/07 war sie ein Jahr am IMPA in Rio de Janeiro.
Sie befasst sich seit ihrer Dissertation mit dynamischen Zeta-Funktionen, an deren Entwicklung sie wesentlich beteiligt war (wie auch David Ruelle). Außerdem befasst sie sich mit dem Spektrum von Ruelle-Operatoren, probabilistischer Analyse von Algorithmen, Geschwindigkeit der Dekorrelation und Linear Response bei dynamischen Systemen.
Sie war eingeladene Sprecherin auf dem Internationalen Mathematikerkongress 2014 in Seoul (Linear response, or else) und 2000 auf dem Europäischen Mathematikerkongress in Barcelona (Spectrum and statistical properties of chaotic dynamics).
Sie ist französische Staatsbürgerin.
Sie ist im Herausgebergremium von Ergebnisse der Mathematik und ihrer Grenzgebiete (Springer Verlag), Publications Mathématiques de l’IHÉS und Annales de l'Institut Henri Poincaré (Probability and Statistics) und war Mitherausgeberin von Astérisque (2011 bis 2018) der SMF, der Annales scientifiques de l’École normale supérieure, des Journal of Statistical Physics, von Nonlinearity und von Ergodic Theory and Dynamical Systems. 
2018 wurde sie zum Mitglied der Academia Europaea gewählt.

## Schriften
- Positive Transfer Operators and Decay of Correlation, World Scientific 2000
- mit G. Keller: Zeta functions and transfer operators for piecewise monotone transformations, Communications in mathematical physics, Band 127, 1990, S. 459–477
- mit Lai-Sang Young: On the spectra of randomly perturbed expanding maps, Communications in Mathematical Physics, Band 156, 1993, S. 355–385
- mit M. Tsuji: Anisotropic Hölder and Sobolev spaces for hyperbolic diffeomorphisms, Annales de l'institut Fourier, Band 57, 2007, S. 127–154
- mit B. Vallée: Euclidean algorithms are Gaussian, Journal of Number Theory, Band 110, 2005, S. 331–386
- mit Marcelo Viana: Strong stochastic stability and rate of mixing for unimodal maps, Annales scientifiques de l'Ecole normale supérieure, Band 29, 1996, S. 483–517
- Periodic orbits and dynamical systems, Ergodic theory and dynamical systems, Band 18, 1998, S. 255–292
- mit D. Ruelle: An extension of the theorem of Milnor and Thurston on the zeta functions of interval maps, Ergodic theory and dynamical systems, Band 14, 1994, S. 621–632
- mit D. Ruelle, J.-P. Eckmann: Resonances for intermittent systems, Nonlinearity, Band 2, 1989, S. 119
- Dynamical Zeta Functions and Dynamical Determinants for Hyperbolic Maps, Ergebnisse der Mathematik und ihrer Grenzgebiete, Springer 2018